# أنوشتكين غرجه
أنوشتكين غرجه أو أنوشتكين غرجة (بالتركية العثمانية: انوشتكین غرجه؛ بالفارسية: انوشتکین غرچه) (ت. 1097) مؤسس الدولة الخوارزمية. حكم من 1077-1097.
كان أنوشتكين من المماليك النابهين في بلاط السلاطين الغزنويين. كان عبدا اشتراه السلطان ملك شاه السلجوقي ثم شغل منصب الطشت دار ويذكر انه كان يشغل وظيفة الساقي في بلاط ملك شاه السلجوقي وكانت هذه من أهم وظائف البلاط حيث كان يشرف على الاسمطة التي تقام في المناسبات والاحتفالات كما يشرف على تقطيع اللحوم وتقديم الماء والمشروبات أثناء الطعام وبعده كما كان يقوم بتذوق اصناف الطعام والشراب إلى السلطان ملك شاه السلجوقي، وقد عينه الاخير والياً علي خوارزم. وظل على ولايته حتى وفاته سنة (490هـ=1097م)، فخلفه ابنه قطب الدين محمد وكان على مقدرة وكفاية مثل أبيه، فظل يحكم باسم الدولة السلجوقية ثلاثين عامًا، نجح في أثنائها في تثبيت سلطانه، ومد نفوذه، وتأسيس دولته وعُرف باسم خوارزم شاه، أي أمير خوارزم، والتصق به اللقب وعُرف به.